# Mario Pinna (politico)
Mario Pinna (Mamoiada, 12 ottobre 1944) è un politico italiano.

## Biografia
Laureato in pedagogia, esponente del Partito Comunista Italiano, nel 1983 viene eletto deputato. Nel 1987 diventa senatore, poi a fine anno viene eletto anche sindaco di Mamoiada (carica che ricopre fino al 1990).
Dopo la svolta della Bolognina aderisce al Partito Democratico della Sinistra, con cui viene rieletto al Senato anche nel 1992, conclude il mandato parlamentare nel 1994.
Dal 1996 è assessore regionale in Sardegna con deleghe all'industria, carica che mantiene fino al 1999.